# Elatostema ambiguum
Elatostema ambiguum là loài thực vật có hoa trong họ Tầm ma. Loài này được (Wedd.) Hallier f. mô tả khoa học đầu tiên năm 1896.